# Stružinec
Stružinec är en ort i Tjeckien. Den ligger i den centrala delen av landet, 80 km nordost om huvudstaden Prag. Stružinec ligger 465 meter över havet och antalet invånare är 704.
Terrängen runt Stružinec är kuperad åt nordväst, men åt sydost är den platt. Runt Stružinec är det ganska tätbefolkat, med 75 invånare per kvadratkilometer. Närmaste större samhälle är Lomnice nad Popelkou, 2,5 km söder om Stružinec. Omgivningarna runt Stružinec är en mosaik av jordbruksmark och naturlig växtlighet.